# Shaka King
Shaka King, född 7 mars 1980, är en amerikansk filmregissör, manusförfattare och filmproducent. 
Han är mest känd för att ha regisserat och varit med och skrivit biografin Judas and the Black Messiah (2021).